# Йосиповка (Брусиловский район)
Йосиповка (укр. Йосипівка) — село на Украине, находится в Брусиловском районе Житомирской области.
Код КОАТУУ — 1820986005. Население по переписи 2001 года составляет 241 человек. Почтовый индекс — 12612. Телефонный код — 4162. Занимает площадь 1,269 км².

## История
В 1946 году указом ПВС УССР село Юзефовка переименовано в Йосиповку.

## Адрес местного совета
12614, Житомирская область, Брусиловский р-н, с. Ставище, ул. Садовая, 1